# Miguel Artigas Ferrando
Miguel Jerónimo Artigas Ferrando (Blesa, Terol, 29 de setembre de 1887 - Madrid, 10 de març de 1947) va ser un bibliotecari espanyol, director de la Biblioteca Menéndez Pelayo de Santander el 1915 i de la Biblioteca Nacional, el 1930, a més de membre de la Reial Acadèmia Espanyola després de la Guerra Civil Espanyola.

Artigas va néixer en el municipi terolenc de Blesa. Fill de Pere Artigas Pérez, que per aquella època era secretari d'aquest ajuntament, va ser batejat com Miguel Jerónimo Artigas Ferrando a l'església parroquial de la Santa Creu. El 1895 la família es va traslladar a Cella i quatre anys després, el seu pare va ser traslladat a Villarquemado. Al setembre d'aquest mateix any (1899) es va matricular com a alumne lliure en el Seminari de Terol, que va abandonar el 1903. Al celebrar-se el tercer centenari del Quixot (1905), va guanyar el seu primer premi, convocat per l'Institut Turolense, amb el treball titulat Vint faltes sintàctiques del Quixot, en què esmenava a Miguel de Cervantes. Superat el batxillerat, el 1906 va cursar els estudis complementaris de magisteri, llicenciant després en Filosofia i Lletres per la Universitat de Salamanca, també va cursar dret. El títol de llicenciat li va ser expedit el 26 d'abril de 1911. <! - Quin, el de FyL, el de Dret...? -> Com alumne no oficial a la Universitat de Madrid, va aconseguir un nou doctorat amb una tesi sobre Lorenzo Palmireno, llegida el 25 d'octubre de 1910.

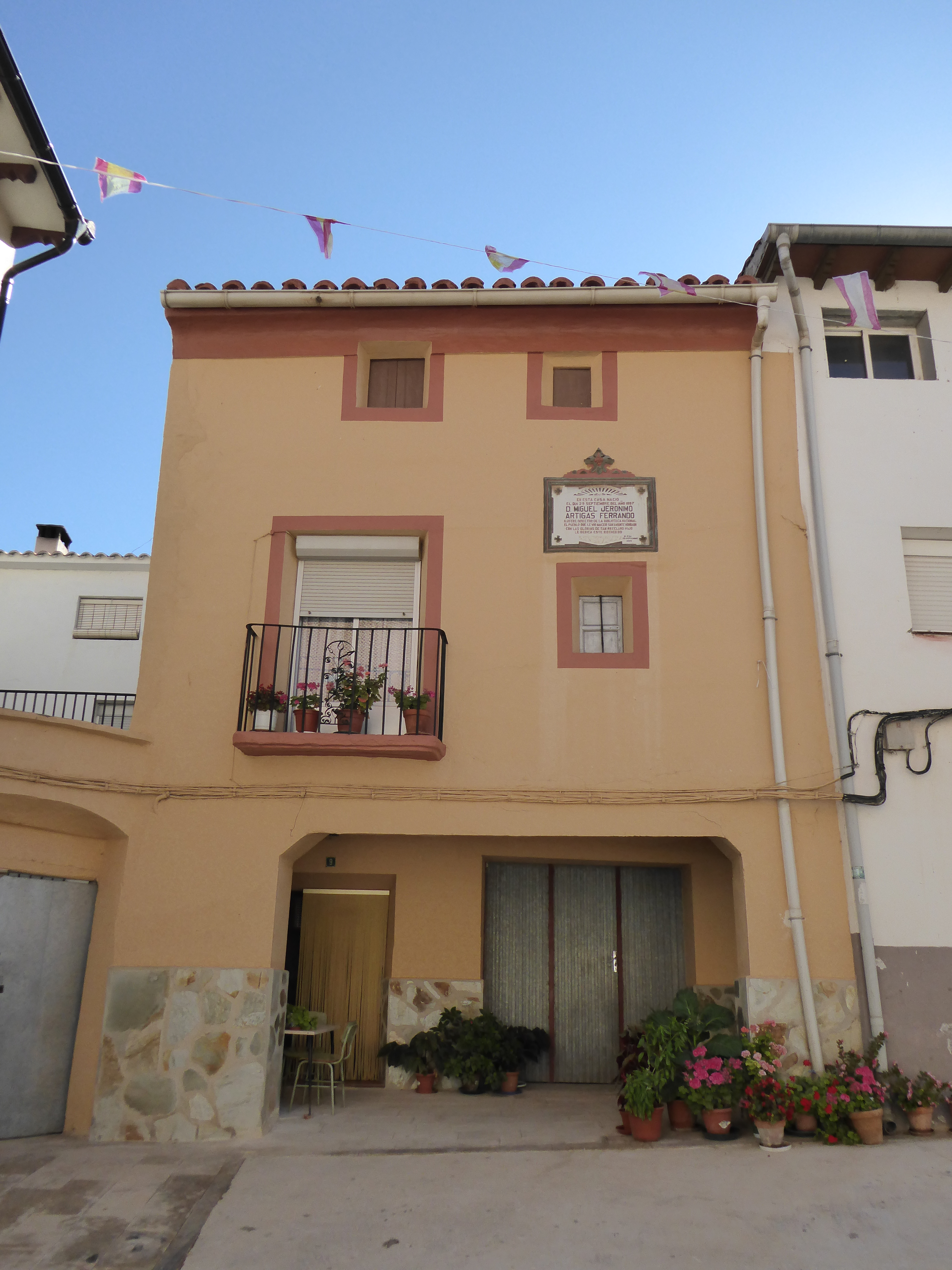
Casa natal a Blesa.

El 28 de juliol de 1911 va ingressar per oposició en el Cos facultatiu d'Arxivers, Bibliotecaris i Arqueòlegs i va ser destinat primer a la biblioteca de la Universitat de Sevilla (1911), després a les de la Universitat de Barcelona (1912) i la Universitat de Madrid (1913). Aquestes destinacions els va compaginar amb l'ampliació dels seus estudis com becat de la Junta per a l'Ampliació d'Estudis en Alemanya, on es trobava en esclatar la I Guerra Mundial.
Quan va tornar a Espanya, va ser proposat per a la direcció de la Biblioteca Menéndez Pelayo de Santander, de manera que es va fer càrrec d'aquesta el 14 de maig de 1915. També va col·laborar en la posada en marxa de la Societat Menéndez Pelayo, del Butlletí de la Biblioteca de Menéndez Pelayo (1919) i dels Cursos per a Estrangers a partir de 1925 seguint el model previ de l'Institució Lliure d'Ensenyament, després gestionat per la Junta d'Ampliació d'Estudis, iniciatives que van forjar la Universitat Internacional Menéndez Pelayo.
El 1927 va rebre el Premi Nacional de Literatura per un estudi sobre Luis de Góngora y Argote.
El 1930 va ser nomenat director de la Biblioteca Nacional, un any abans de l'adveniment de la República (un any abans, Emiliano Barral li havia esculpit un bust que es guarda en aquesta institució). Cinc anys després, durant el Bienni negre, va prendre possessió de la butaca 'f' de la Reial Acadèmia Espanyola, el 13 de gener de 1935, amb un tesi "Sobre la preocupació de la puresa de la llengua en la història literària espanyola ". Li va respondre, en nom de la corporació, Vicente García de Diego.
A la guerra civil espanyola es va passar al bàndol revoltat; i conclosa la contesa va ser nomenat primer titular de la Direcció General d'Arxius i Biblioteques. Poc després, va publicar al costat d'altres autors el llibre Una poderosa força secreta, la Institució Lliure d'Ensenyament , en el qual podien llegir-se al·legats com aquest:
| « | El Magisteri va ser tristament preferit. Els professors de l'Escola Superior del Magisteri es van convertir en catedràtics d'Universitat, mitjançant la creació de la Facultat de Pedagogia, de la qual es va excloure a algun benemèrit catòlic, pedagog il·lustre, màrtir després del terror vermell. Estableciose la coeducació en les Normals i es va limitar l'ingrés en elles de manera que només obtinguessin el títol de mestres que ocupessin després places oficials, i com s'exigia aquest títol per regentar qualsevol escola, la fi de les escoles privades i religioses quedava a la vista ... Es van llançar per Espanya les "Missions Pedagògiques", veritable apostolat del diable, corruptor de pobles, enardecedor de revolucionaris de solc i estora. Repartieronse "biblioteques populars", els llibres, comprats en massa per sectaris antiespanyols del Ministeri d'Instrucció Pública, eren en gran part manuals d'anarquisme, obres neomaltusianes o novel·les revolucionàries, amb les quals es "va il·lustrar" a pobres camperols que només sabien llegir oa joves obrers amb ambicions polítiques ... | » |

## Obres publicades
- Don Luis de Góngora y Argote (1925).[9]
- Menéndez y Pelayo (1927).
- La vida y la obra de Menéndez y Pelayo (1939).